# 그대와 여는 아침
《김용신의 그대와 여는 아침》은 대한민국의 방송국 기독교방송의 라디오 채널인 CBS 음악FM에서 매일 아침 7시부터 오전 9시까지 방송되는 팝 음악 전문 라디오 프로그램이다. 김용신 아나운서가 진행하며 월요일부터 토요일까지는 생방송으로, 일요일은 녹음방송으로 진행된다. 수도권에서는 초단파 93.9MHz, 부산광역시에서는 초단파 102.1MHz, 서부산에서는 초단파 105.3MHz, 대구광역시 전 지역, 경산, 구미, 칠곡, 성주, 고령 등 경상북도 일부 지역에서는 초단파 97.1MHz, 광주광역시 전 지역, 나주, 담양, 장성 등 전라남도 일부 지역에서는 초단파 98.1MHz, 강원특별자치도, 충청남북도, 전북특별자치도, 제주특별자치도 등의 지방과 해외에서는 CBS 인터넷 라디오 레인보우로 청취할 수 있다.

## 역사
1995년 12월 15일에 《FM매거진》으로 첫방송되어, 2007년 1월 1일에 "그대와 여는 아침"으로 프로그램 명칭이 변경되어 오늘에 이르고 있다. 또한 "FM매거진" 당시에는 팝 음악과 가요를 통틀어서 방송하였으나, "그대와 여는 아침"으로 프로그램 명칭이 변경된 이후에는 팝 음악 전문 프로그램으로 변경되었다.

## 코너
- 사연과 신청곡(월~일)
- 아침공감[월~금, 1부(7시 40분~7시 50분 사이)]
- 8시 그대 아침 뉴스 콕[월~금, 2부(8시~8시 5분 사이)]

## 같이 보기
- 팝 음악
- 이슬기의 상쾌한 아침(KBS 2라디오, KBS 쿨FM)
- 우리의 아침, 조경아입니다(KBS 2라디오)
- 세상을 여는 아침 이영은입니다, 굿모닝FM 테이입니다(MBC FM4U)